# 11605 Ranfagni
11605 Ranfagni (1995 UP6) là một tiểu hành tinh vành đai chính được phát hiện ngày 19 tháng 10 năm 1995 bởi L. Tesi và A. Boattini ở San Marcello Pistoiese.